# شاه‌گز
شاه‌گز، (نام علمی: Tamarix stricta) نام یک گونه از سرده گز است.
شاه‌گز تنومندترین، بلندنترین و کهنسالترین گونه گز است. تا ارتفاع ۱۰ الی ۱۵ متر می‌رسد. قطر تنه آن گاه تا دو متر هم می‌رسد. عمر آن از چند صد سال هم تجاوز می‌کند. این درخت در جنوب ایران و پاکستان می‌روید.